# Herb Balzers

Herb Balzers.

Herb Balzers – jeden z symboli gminy Balzers w postaci herbu nadany przez księcia Franciszka Józefa II 16 sierpnia 1956 roku.
Herb przedstawia złotego gryfa w pozycji stojącej z czerwonymi pazurami, dziobem i językiem na błękitnej tarczy. Wygląd herbu nawiązuje do historii Balzers, a konkretnie do herbu rodzinnego rodu von Frauenberg, który w XIV wieku rządził na zamku Gutenberg.